# Шморгун, Евгений Иванович
Евгений Иванович Шморгу́н (укр. Євген Іванович Шморгун; род. 15 апреля 1940, с. Новожуков, Ровенская область) — украинский писатель, издатель, краевед, общественный деятель.

## Биография
Окончил Дубенское медучилище, Ровенский пединститут. Работал фельдшером, журналистом, руководителем Ровенского областного литобъединения и ответственным секретарем Ровенской организации Национального союза писателей Украины. Много пишет для детей и юношества.
Лауреат премий имени Леси Украинки и Владимира Кобылянского.

## Творчество
Автор романа «Снега непочатые» о средневековой Волыни, повестей на античную тематику, рассказов и стихов о природе и растительном мире Ровенщины. Литературную деятельность начал в нач. семидесятых годов, когда в журнале «Барвінок» появился его рассказ «Гром».
Вскоре выходят книги для детей: «Зелені сусіди» (1978), «Що шукала білочка», «Дивосил-зілля» (1980), «Що сказав би той хлопчик» (1981), «Де ночує туман» (1984). В 1989 г. львовское издательство «Каменяр» выпустило сборник «Вогник-цвіт», а издательство «Веселка» — повесть о Гомере «Дорога к Илиону». Евгений Шморгун вместе с известным травоведом на просторах Полесья обнаружил редкие растения, указав на карте места, где они сохранились, чтобы обеспечить их защиту. Из путевых заметок составлялись книги, среди которых — «Мова зела» (о растительной символике Украины). В 2008 г. в издательстве «Азалія» (Ровно) начат выпуск трехтомника избранных произведений Е. Шморгуна.
Как редактор издательства «Азалия» благословил в свет книги нескольких десятков авторов, открыл новые имена на литературной карте Украины. Был среди основателей литературно-краеведческого журнала «Погорина», который выпускает Ровенская писательськая организация. Как председатель редакционно-издательской группы по выпуску серии книг «Реабилитированные историей» подготовил более 20 книг и брошюр о сложных страницах в истории Западной Украины, судьбе малоизвестных борцов за независимость Украины.